# Internal Affairs (Rocky Sullivan)
Internal Affairs è un album di Rocky Sullivan, pubblicato dalla Rag Baby Records nel 1982.

## Tracce

### LP
Lato A (A-7030 A)
Testi e musiche di Rocky Sullivan eccetto dove indicato.
1. Be My Baby – 3:46 (Phil Spector, Jeff Barry, Ellie Greenwich)
2. One Good Reason – 5:00
3. One of a Kind – 3:41
4. I Was Wrong – 3:25
5. Love Me Just a Little – 4:24

Lato B (A-7030 B)
Testi e musiche di Rocky Sullivan eccetto dove indicato.
1. Make Me Shake – 3:28 (Gregg Douglass, Rocky Sullivan)
2. San Francisco Blues Again – 3:22
3. Victim of Circumstance – 4:22
4. Another Heart – 4:02
5. My Baby – 3:55

## Musicisti
- Rocky Sullivan – voce
- Mike Varney – chitarra
- John Cipollina – chitarra (brani: Love Me Just a Littlee Make Me Shake)
- Gregg Douglass – chitarra (brani: Love Me Just a Littlee Make Me Shake)
- Jeff Pilson – basso, cori
- Mario Cipollina – basso (brani: Love Me Just a Littlee Make Me Shake)
- Mickey Shine – batteria,cori
- Marc Nielsen – batteria (brani: Love Me Just a Littlee Make Me Shake)
- Charles Tapp – batteria, cori (brano: Be My Baby)
- Mark Robertson – tastiere, cori
- Nicky Hopkins – tastiere (brani: Love Me Just a Littlee Make Me Shake)
- Trish Robbins – cori (brani: Love Me Just a Littlee Make Me Shake)
- Jill Bergman – cori (brani: Love Me Just a Littlee Make Me Shake)

Note aggiuntive
- Gregg Douglass – produttore
- Registrazioni effettuate al: Fantasy Recording (Berkeley, California), The Music Annex(Menlo Park, California), Atlantic Studios (New York)
- Dennis Chuning – foto e design copertina album (colorata a mano) [1]